# Ваксаусъярви
Ва́ксаусъя́рви (фин. Vaaksausjärvi) — озеро на территории Найстенъярвского сельского поселения Суоярвского района Республики Карелия.

## Общие сведения
Площадь озера — 3,2 км², площадь бассейна — 38,2 км². Располагается на высоте 173,3 метров над уровнем моря.
Форма озера лопастная, вытянуто с севера на юг. Берега изрезанные, каменисто-песчаные, частично заболоченные.
С северо-западной и западной стороны в озеро втекают два ручья, вытекающих из озёр Питкялампи (фин. Pitkälampi), Исо-Сювялампи (фин. Iso-Syvälampi), Ватсикасъярви (фин. Vatsikasjärvi), Пахкалампи (фин. Pahkalampi) и Хаукилампи (фин. Haukilampi).
Из юго-восточной  оконечности озера вытекает протока, втекающая в реку Куккаусйоки, протекающая через озеро Куккаусъярви и втекающая в реку Айттойоки.
В озере расположены два небольших острова без названия.
Код водного объекта в государственном водном реестре — 01040100111102000016566.